# Exterminate
Exterminate – drugi oficjalny album Angelcorpse wydany w 1998 roku wydany dla Osmose Productions.

## Lista utworów
Opracowano na podstawie materiału źródłowego
1. "Christhammer" - 05:48
2. "Wartorn" - 03:57
3. "Into The Storm Of Steel" - 02:43
4. "Phallelujah" - 05:37
5. "Reap The Whirlwind" - 05:16
6. "That Which Lies Upon" - 04:04
7. "Embrace" - 06:07
8. "Sons Of Vengeance" - 06:18